# VTB United League 2017/18
Die VTB United League Saison 2017/18 war die neunte Saison der Basketball-Liga VTB. An der VTB United League Saison 2017/18 nahmen 13 Mannschaften aus 5 Ländern teil.
Die Saison begann am 2. Oktober 2017 und endete am 10. Juni 2018.

## Turnierformat
Wie in der Vorsaison spielten alle Mannschaften eine Doppelrunde jeder gegen jeden. Anschließend spielten die ersten acht Mannschaften in Play-offs die Teilnehmer des Final-Four aus. Der Sieger benötigte drei Siege zum Weiterkommen. Der Turniersieger wurde in einem Final-Four ermittelt.

## Reguläre Saison
Die Spiele der regulären Saison fanden vom 5. Oktober 2017 bis zum 12. Mai 2018 statt.

### Tabelle
Reguläre Saison: 
Endstand
| Team                         | Sp | S  | N  | P+   | P-   | Diff |
| ---------------------------- | -- | -- | -- | ---- | ---- | ---- |
| 1. PBK ZSKA Moskau           | 24 | 22 | 2  | 2268 | 1894 | +374 |
| 2. UNICS Kasan               | 24 | 22 | 2  | 2074 | 1829 | +245 |
| 3. Lokomotiv-Kuban           | 24 | 17 | 7  | 2036 | 1755 | +281 |
| 4. BK Zenit Sankt Petersburg | 24 | 16 | 8  | 2053 | 2052 | +1   |
| 5. Awtodor Saratow           | 24 | 14 | 10 | 2107 | 2104 | +3   |
| 6. BK Chimki                 | 24 | 13 | 11 | 2038 | 1942 | +96  |
| 7. BK Nischni Nowgorod       | 24 | 10 | 14 | 2046 | 2094 | −48  |
| 8. BK VEF Rīga               | 24 | 8  | 16 | 1864 | 1980 | −116 |
| 9. Zmoki Minsk               | 24 | 8  | 16 | 1792 | 1982 | −190 |
| 10. BK Astana                | 24 | 7  | 17 | 1836 | 1932 | −96  |
| 11. BK Parma                 | 24 | 7  | 17 | 1951 | 2086 | −135 |
| 12. BC Kalev Tallinn         | 24 | 6  | 18 | 2030 | 2196 | −166 |
| 13. BK Jenissei Krasnojarsk  | 24 | 6  | 18 | 1892 | 2141 | −249 |

## Play-offs
Die Play-off-Spiele fanden vom 23. bis zum 31. Mai 2018 statt.
In den Play-offs spielen die 8. Bestplatzierten der regulären Saison eine Runde best of five. Die Sieger erreichen das Final-Four.
| Sieger               | Gegner              | Ergebnisse                  |  |
| -------------------- | ------------------- | --------------------------- |  |
| BK Chimki            | Lokomotive Kuban    | 79:66, 77:72, 86:73         |  |
| UNICS Kasan          | BK Nischni Nowgorod | 84:66, 74:77, 95:94, 101:86 |  |
| Zenit St. Petersburg | Awtodor Saratow     | 91:80, 79:73, 90:78         |  |
| ZSKA Moskau          | VEF Riga            | 112:83, 100:80, 99:73       |  |

## Final Four
Der Saisonsieger wurde in einem Final-Four am 8. und 10. Juni 2018 in Moskau im VTB-Eispalast ermittelt.
| Spiel            | Datum         | Uhrzeit | Heim        | Gast                 | Ergebnis |
| ---------------- | ------------- | ------- | ----------- | -------------------- | -------- |
| Halbfinale       | 08. Juni 2018 | 18:00   | ZSKA Moskau | Zenit St. Petersburg | 84:67    |
| Halbfinale       | 08. Juni 2018 | 21:00   | UNICS Kasan | BK Chimki            | 71:76    |
| Spiel um Platz 3 | 10. Juni 2018 | 16:00   | UNICS Kasan | Zenit St. Petersburg | 79:93    |
| Finale           | 10. Juni 2018 | 16:00   | ZSKA Moskau | BK Chimki            | 95:84    |

## Auszeichnungen

### Regular Season MVP
Nando de Colo  ZSKA Moskau

### Play-off MVP
Sergio Rodríguez  ZSKA Moskau

### MVP des Monats
| Monat         | Spieler          | Club                 |
| ------------- | ---------------- | -------------------- |
| Oktober 2017  | Joaquín Colom    | UNICS Kazan          |
| November 2017 | Nando de Colo    | ZSKA Moskau          |
| Dezember 2017 | Mardy Collins    | Lokomotiv Kuban      |
| Januar 2018   | Sergei Karassjow | Zenit St. Petersburg |
| Februar 2018  | Justin Robinson  | Awtodor Saratow      |
| März 2018     | Jamar Smith      | UNICS Kazan          |
| April 2018    | Coty Clarke      | Awtodor Saratow      |
| Mai 2018      | Stevan Jelovac   | BK Nischni Nowgorod  |

### Einzelauszeichnungen
| Auszeichnung                 | Spieler           | Club                |
| ---------------------------- | ----------------- | ------------------- |
| Scoring Champion             | Alexey Schwed     | BK Chimki           |
| Sixth Man of the Year        | Jamar Smith       | UNICS Kazan         |
| Defensive Player of the Year | Dmitri Kulagin    | Lokomotiv Kuban     |
| Coach of the Year            | Dimitrios Itoudis | ZSKA Moskau         |
| Young Player of the Year     | Isaiah Briscoe    | BC Kalev            |
| Top Performance of the Year  | Stevan Jelovac    | BK Nischni Nowgorod |